# Aaron Copland
Pour les articles homonymes, voir Copland.
Œuvres principales
- Appalachian Spring
- Concerto pour clarinette
- Concerto pour piano et orchestre
- Symphonie no 3
- Sextuor pour clarinette, piano et cordes
- Quatuor pour piano et cordes
- El Salón México
- Fanfare for the Common Man
- Sonate pour piano
- Billy the Kid (ballet)

Aaron Copland, né le 14 novembre 1900 à Brooklyn (New York) et mort le 2 décembre 1990 à Tarrytown (New York), est un compositeur, écrivain sur la musique, pianiste et chef d'orchestre américain.

## Biographie
Aaron Copland naît dans une famille juive d'émigrés venus de Lituanie. Son père, Harris Kaplan, a émigré alors qu'il était adolescent et a anglicisé son nom. Sa mère, Sarah Mittenthal, est arrivée petite fille aux États-Unis et a grandi d'abord dans le Midwest, au Texas, avant de s'installer à New York en 1881. Après le mariage, le couple vécut au-dessus de son magasin à Brooklyn.

### Formation
Sa sœur Laurine l'initie au ragtime, à l'opéra et lui donne les bases du jeu au piano. Aaron étudie ensuite, dès onze ans, le piano avec Leopold Wolfsohn. Entre 1913 et 1917, il travaille Mozart, Beethoven et Chopin. Il travaille la théorie avec Victor Wittgenstein (1917–1919) et Clarence Adler (en) (1919–1921). Dans la même période (1917 à 1921), il prend des leçons d'harmonie, de théorie et de composition avec Rubin Goldmark, un célèbre professeur et compositeur américain. Goldmark a donné au jeune Copland une solide formation, spécialement dans la tradition allemande. En outre il assiste à des représentations d'Isadora Duncan et des Ballets Russes et fréquente les bibliothèques à la recherche des partitions américaines et européennes. Sa Sonate pour piano (1921) est composée pour le diplôme couronnant ses études avec Goldmark, et sa première publication, toujours pour piano, The Cat and the Mouse, paraît en 1920.
Aaron Copland passe l'été de 1921 au Conservatoire américain de Fontainebleau, en France, où il suit l'enseignement de Paul Antonin Vidal (composition) et Albert Wolff (direction d'orchestre), puis de 1921 à 1924 l'enseignement de Ricardo Viñes (piano). C'est là qu'il rencontre Nadia Boulanger, de loin son professeur le plus important : « Je compris immédiatement que j'avais trouvé mon maître » écrira-t-il. C'est auprès d'elle qu'il se forme à la composition, comme pratiquement tous les compositeurs américains de sa génération et des suivantes. Il fréquente les après-midi littéraires (Wednesday teas) où il rencontre André Gide, dont les livres marquent beaucoup le jeune Copland. Sous la tutelle de Boulanger, il écrit sa première œuvre pour orchestre, Grohg, un ballet achevé aux États-Unis.

### Carrière
De retour aux États-Unis en 1924, Aaron Copland donne les créations de ses premières œuvres grâce au soutien de Boulanger : Symphonie pour orgue et orchestre (1925), par Walter Damrosch et Nadia Boulanger ; Music for the theater (1925) et Concerto pour piano et orchestre (1927), par Serge Koussevitzky et l'Orchestre symphonique de Boston. Ce concerto fait scandale du fait de l'insertion d'éléments issus du jazz. Copland restera lié toute sa vie à l'Orchestre symphonique de Boston ainsi qu'aux activités de la fondation Koussevitzky. Le chef d'orchestre créera une douzaine d'œuvres du musicien.
Il fonde en 1928 les Copland-Sessions Concerts à New York. Il s'agit de séries de concerts destinés à promouvoir la jeune musique américaine. Ces sessions perdureront jusqu'en 1931. De 1932 à 1933 il dirige le Festival de musique contemporaine de Yaddo, dans l’État de New York, tout en continuant une carrière de pianiste, chef d'orchestre et pédagogue. C'est là qu'il connaît ses premiers grands succès en tant que compositeur.
En 1938, il accepte d’écrire pour la troupe de Lincoln Kirstein, Ballet Caravan, un ballet retraçant la vie de Billy the Kid, le bandit américain. C’est le premier western exprimé en langage musical. Véritable spectacle cinématographique par son impétuosité et sa vivacité, il raconte la légende d'un innocent garçon qui tourne au hors-la-loi sous l'effet de la violence des mœurs et de la vie des pionniers américains. Copland cite toujours partiellement des chants de cow-boys authentiques, comme The Old Chisholm Trail, The Dying Cowboy ou Old Paint. L’équilibre entre le comique et le pathétique, le mélodrame et la tragédie y est remarquable. La Suite — qui couvre les deux tiers du ballet — crée une intensité qui dépasse de loin les exigences de la chorégraphie quant au pittoresque. Elle doit sans doute en grande partie son côté passionné à la sympathie toute particulière que Copland vouait, en tant qu’homosexuel, à ce réprouvé de la société.
Deux de ses pièces les plus célèbres sont composées durant la période de la Seconde Guerre mondiale : Fanfare for the Common Man écrites pour cuivres et percussions en 1943, ainsi que Appalachian Spring, composée pour un ballet en 1943. La version originale de cette dernière œuvre, écrite pour un orchestre de chambre composé de 9 cordes, une clarinette, un basson et une flûte, fut plus tard réécrite pour orchestre symphonique.
En 1949, il remporte l'Oscar de la meilleure musique de film pour L'Héritière et, en 1951, il est lauréat du prix de Rome américain (Rome Prize) en composition musicale.
Il fut une des victimes du maccarthysme et inscrit sur la liste noire du cinéma.
À partir des années 1950, Copland, ayant découvert la musique de Webern et de Boulez, commence à s'intéresser au sérialisme, type d'écriture auquel il s'était déjà succinctement intéressé avec ses Variations pour piano de 1930, en prenant « les grandes lignes de la théorie pour les adapter à [ses] propres besoins. (…) C'était donc un nouveau moyen de déplacer les sons qui avait, pour un compositeur, un effet régénérant sur son approche et sa technique » (Copland).
Ainsi, à partir de cette époque, beaucoup d'œuvres de Copland seront marquées par l'écriture sérielle, comme son Quatuor pour piano et cordes (1950), sa Fantaisie pour piano (1955-57), et peut-être ses deux plus grands chefs-d’œuvre : Connotations (1961-62) et Inscape (1967), pour orchestre. Connotations fut créé le 23 septembre 1962, par l'un de ses amis, le compositeur et chef d'orchestre Leonard Bernstein et l'Orchestre philharmonique de New York lors du premier concert télévisé de l'histoire. Cette œuvre particulièrement austère choqua fortement les téléspectateurs américains.
Cependant, Copland continuera à écrire des œuvres à tendance « néo-classique » jusqu'à la fin de sa carrière, parmi lesquelles Old American Songs (1950-52), son opéra The Tender Land (1952-54), ou encore Three Latin American Sketches (1959-71).
Au début des années 1970, Copland sera victime de la maladie d'Alzheimer et s'arrêtera alors de composer. Étrangement, il poursuivra toutefois sa carrière de chef d'orchestre jusqu'en 1983.
Il aimait dire que sa musique était destinée avant tout à des mélomanes.

### Vie privée
Howard Pollack établit dans sa biographie de Copland (Aaron Copland: The Life and Work of an Uncommon Man) que le musicien était homosexuel et vivait et voyageait avec ses amants, pour la plupart des hommes jeunes et de talent.

## Œuvre
(Liste non exhaustive)
- Symphonies :
  - Symphonie pour orgue et orchestre (1924, créée le 11/01/1925 à New York avec Nadia Boulanger)
  - Symphonie no 1 (arrangement pour orchestre de la Symphonie pour orgue et orchestre) (1926-1928, créée le 9/12/1931 à Berlin sous la direction d'Ernest Ansermet)
  - Dance Symphony (arrangement du ballet Grogh) (1930)
  - Symphonie no 2 "Short Symphony" (1932-1933, créée le 23/11/1934 à Mexico sous la direction de Carlos Chavez)
  - Symphonie no 3 (1944-1946, créée le 18/10/1946 par Serge Koussevitzky)
- Concertos :
  - Concerto pour piano et orchestre (1926)
  - Concerto pour clarinette et orchestre à cordes, avec harpe et piano (1947-1948 créé le 6/11/1950 par Benny Goodman sous la direction de Fritz Reiner)
- Ballets :
  - Grogh, ballet en une scène (1922-1925)
  - Billy the Kid (1938)
  - Rodeo (1942)
  - Appalachian Spring, pour 13 instruments (1943-1944)
  - Dance Panels (1959-1962)
- Musique de film :
  - Des souris et des hommes (Of Mice and Men), pour Lewis Milestone (1939)
  - Une petite ville sans histoire (Our Town), pour Sam Wood (1940)
  - L'Étoile du Nord (The North Star), pour Lewis Milestone (1943)
  - Sénorita Toréador (Fiesta), pour Richard Thorpe (1947)
  - L'Héritière (The Heiress), pour William Wyler (1948)
  - Le Poney rouge (The Red Pony), pour Lewis Milestone (1949)
  - Au bout de la nuit (Something Wild), pour Jack Garfein (1961)
- Musique symphonique diverse :
  - Musique pour le Théâtre, pour petit orchestre (1925)
  - Symphonic Ode, pour orchestre (1927-1929)
  - Statements, pour orchestre (1932-1935)
  - El Salón México, pour orchestre (1936)
  - Quiet city, pour trompette, cor anglais et orchestre à cordes (1941), initialement musique de scène de la pièce éponyme d'Irwin Shaw
  - Lincoln Portrait (1942)
  - Fanfare for the common man (1942)
  - Variations pour orchestre (d'après les Variations pour piano) (1957)
  - Three Latin-American Sketches, pour orchestre (1959-1971)
  - Connotations, pour orchestre (1962)
  - Inscape, pour orchestre (1967)
- Musique de chambre :
  - Sonate pour violon et piano
  - Nocturne pour violon et piano
  - Deux pièces pour violon et piano – Nocturne; Ukulele
  - Prélude no 1 pour violon et piano
  - Duo pour violon et piano – Flowing; Poetic, somewhat mournful; Lively, with bounce
  - Sextuor pour clarinette, piano et cordes (1934)
  - Quatuor pour piano et cordes (1950)
  - Trio Vitebsk (Étude sur un thème juif), pour piano et cordes (1928)
- Chansons :
  - Four Motets (1921)

  1. Help Us, O Lord
  2. Have Mercy On Us, O My Lord
  3. Sing Ye Praises To Our King
  4. Though, O Jehovah, Abideth Forever

  - Twelve Poems by Emily Dickinson (1950)

  1. Nature, the gentlest mother
  2. There came a wind like a bugle
  3. Why do they shut me out of Heaven
  4. The world feels dusty
  5. Heart, we will forget him
  6. Dear March, come in!
  7. Sleep is supposed to be
  8. When they come back
  9. I felt a funeral in my brain
  10. I've heard an organ talk sometimes
  11. Going to Heaven!
  12. The Chariot.

  - Old American Songs, set 1 (1950)

  1. The Boatmen's Dance (minstrel song from 1843)
  2. The Dodger (campaign song)
  3. Long Time Ago (ballad)
  4. Simple Gifts (Shaker song)
  5. I Bought Me a Cat (children's song)

  - Old American Songs, set 2 (1952)

  1. The Little Horses (lullaby)
  2. Zion’s Walls (revivalist song)
  3. The Golden Willow Tree (Anglo-American ballad)
  4. At the River (hymn tune)
  5. Ching-A-Ring Chaw (minstrel song)

### Écrits
- What to Listen For in Music (1939)
- Music and Imagination, Cambridge, Massachusetts: Harvard University Press 1952  (ISBN 978-0-674-58915-5)
- A reader : selected writings 1923-1972 Routledge 2004 (OCLC 52086238)

## Hommages
- En astronomie, sont nommés en son honneur (4532) Copland[4], un astéroïde de la ceinture principale d'astéroïdes, et Copland, un cratère de la planète Mercure[5].